# GMail Drive
GMail Drive è un'estensione libera di terzi per Microsoft Windows e non è supportata da Google. Permette l'accesso all'archivio virtuale del proprio account Gmail.
Consente di utilizzare lo spazio, per l'archiviazione delle email, come disco rigido; come tutti i dischi interni al PC è possibile fare copia e incolla. I file vengono archiviati inviando una mail al proprio account con il file prescelto come allegato (questo viene fatto in automatico dal programma naturalmente).
Per evitare l'intasamento della casella postale, si consiglia di creare un filtro per archiviare, segnare come già letti e non inviare mai a Spam tutti i messaggi con oggetto GMAILFS.